# Site gallo-romain des Cars
Pour les articles homonymes, voir Cars.
Le site gallo-romain des Cars, composé de ruines de constructions funéraires et d'une villa, est un ensemble archéologique datant de la première moitié du IIe siècle apr. J.-C. situé à cheval sur les communes de Saint-Merd-les-Oussines et de Pérols-sur-Vézère (Corrèze).
Le site fait l’objet d’un classement au titre des monuments historiques par arrêté du 11 septembre 1935.
Les premières fouilles du lieu ont été conduites par Marius Vazeilles. Un musée situé à Meymac expose des objets découverts aux Cars.

## Toponymie
Le nom donné aux ruines des Cars provient du latin quadratus, gros bloc de pierre taillé.

## Les vestiges

### Découverte
Marius Vazeilles, fin connaisseur de la forêt et passionné d'archéologie, arrive sur le plateau de Millevaches en vue de le reboiser. La région, peu ouverte à l'agriculture moderne, reste pauvre jusqu'au début du XXe siècle. Pour pallier ce problème, Vazeilles vient dans la région pour créer un plan de reboisement. En 1917, lors d'un repérage dans les champs situés entre Saint-Merd-les-Oussines et Pérols-sur-Vézère, il observe un berger adossé à une pierre circulaire dépassant du sol, qui suscite son intérêt. Les fouilles débutent en 1936.

### Identification
Les ruines des Cars font partie des restes gallo-romains présents en Corrèze, des vestiges qui ne manquent pas dans ce département ; pour ne citer que deux exemples : les arènes de Tintignac, près de Naves, où l'on trouve un théâtre et des monuments religieux, ou bien le site des Jaillants, près de Pradines, avec ses temples.
Les vestiges du site des Cars, qui sont ceux de deux monuments funéraires, ainsi que ceux d'une villa gallo-romaine, témoignent de l'implantation de la civilisation gallo-romaine dans la Montagne limousine.

#### Sanctuaire

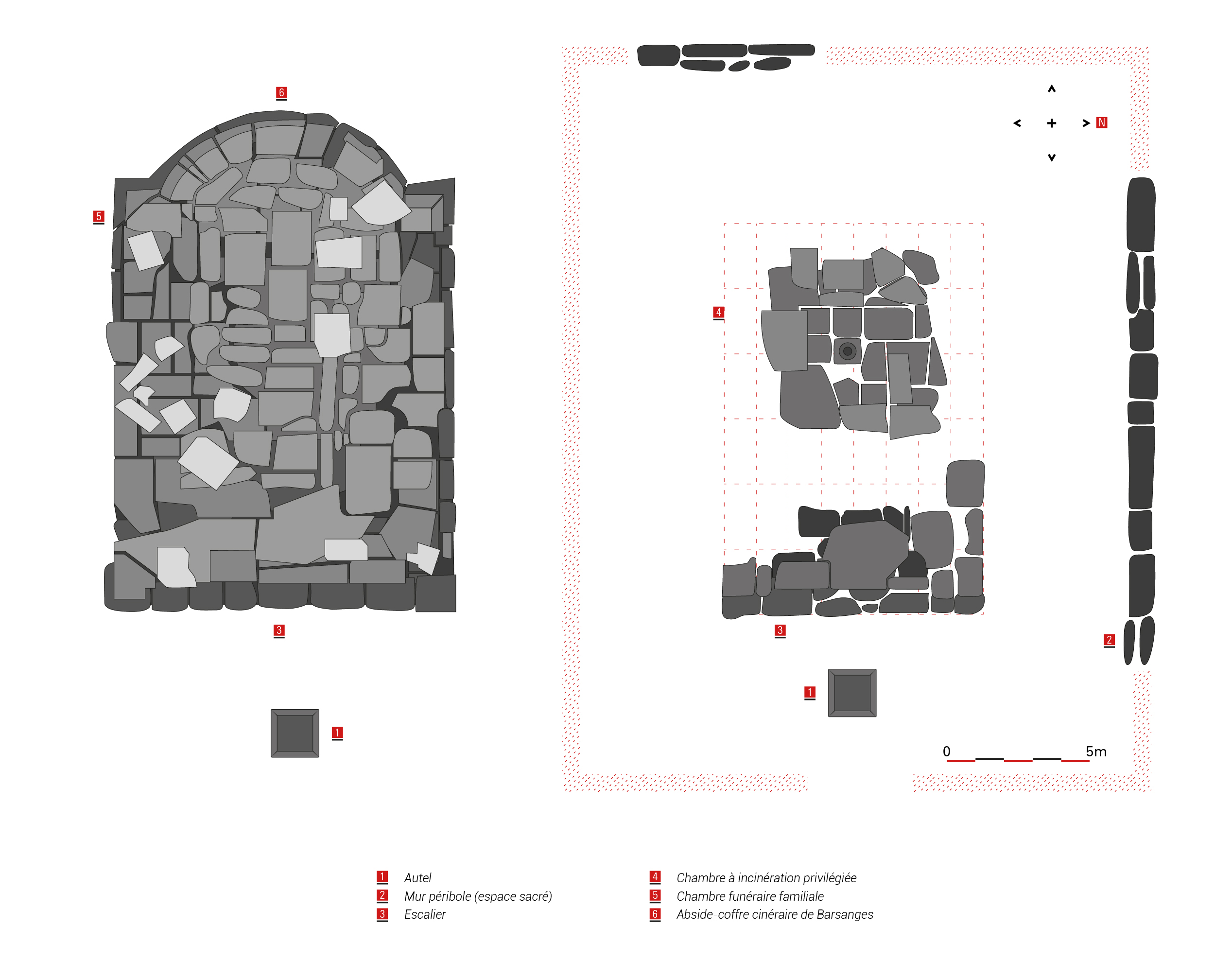
Plan de la partie sanctuaire du site gallo-romain des Cars.

La construction des deux monuments funéraires remonte à la fin du IIe siècle ou au début du IIIe siècle. L'ensemble des deux monuments fut longtemps pris pour un temple. Il est aujourd'hui quasi sûr qu'il s'agit en réalité d'un sanctuaire, aucune divinité n'y étant vénérée. Les deux mausolées sont en maçonnerie à joints vifs dont les pierres de grand appareil taillées dans le granite local étaient donc assemblées sans mortier mais liées par des agrafes de métal (alliance de fer et de plomb coulée à même la pierre).

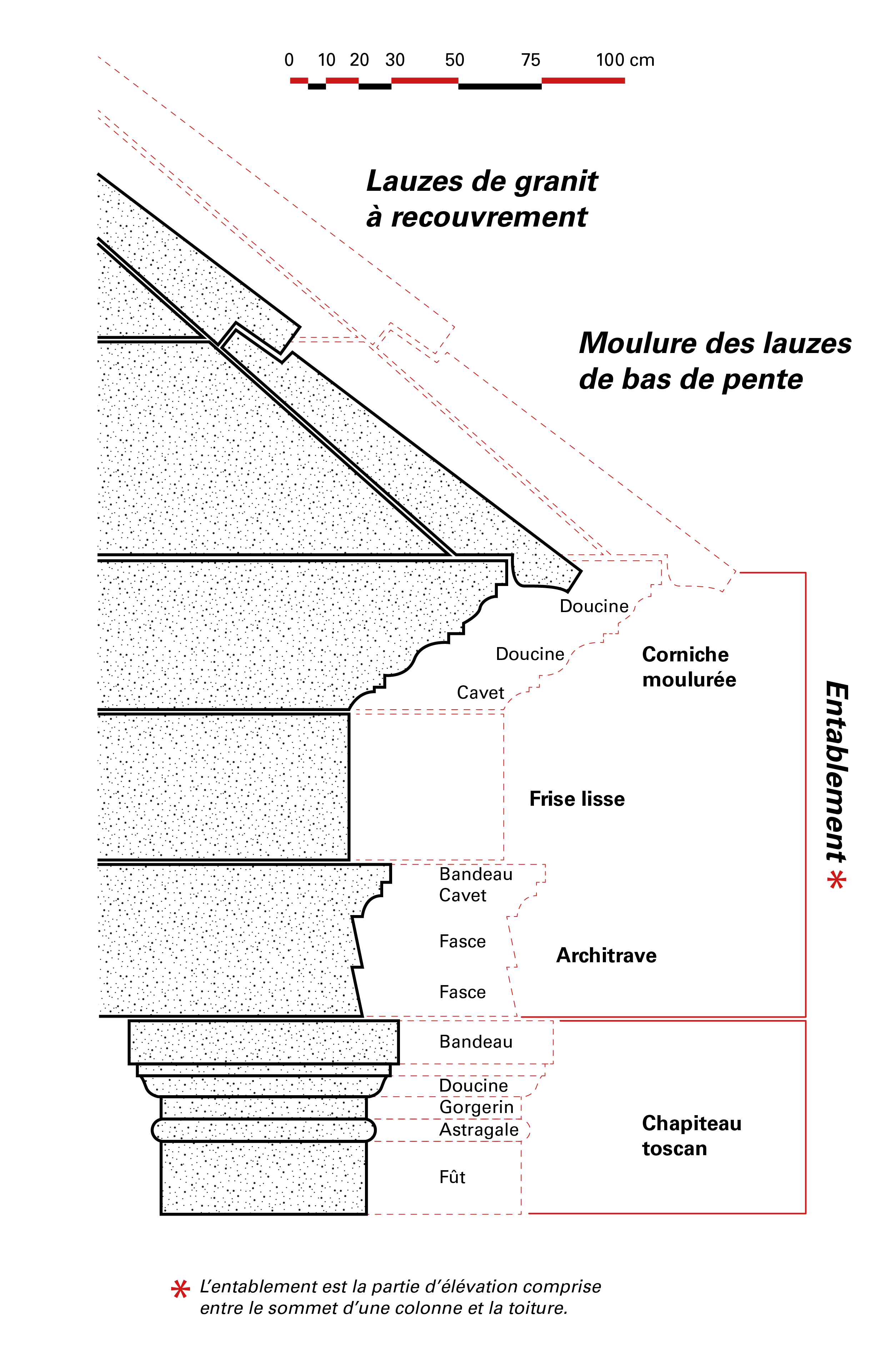
Décor architectural du mausolée.

La disposition actuelle des blocs n'est pas uniquement due à l'effet du temps. Les blocs ont été dissociés par les barbares au IIIe siècle apr. J.-C. lorsqu'ils se sont rendus sur les lieux pour piller les agrafes de métal. Ces dernières étaient vendues cher pour être fondues et transformées en armes.
Parmi les blocs de pierre qui ont échappé au pillage on remarque des fragments de corniches, de plinthes et d'éléments moulurés.
- Dans le premier bâtiment, un coffre de pierre constitué d'un socle sur lequel s'adaptait parfaitement un couvercle contenait une urne funéraire dont les fragments de verre bleu ont été retrouvés à proximité. La technique de fabrication du verre coloré étant très mal maîtrisée à cette époque, la présence de l'urne marque la richesse du propriétaire, et sa connaissance de l'Empire romain et de ses artisans. Ce premier mausolée est individuel et contenait seulement les cendres du propriétaire du site.
- Le second bâtiment est plus grand et plus imposant que l'autre. Le soubassement de l'édifice était constitué par trois assises, chacune en retrait par rapport à l'autre, la dernière étant moulurée. À l'est un escalier monumental menait à l'entrée, encadrée par des pilastres. À l'ouest le bâtiment se terminait en abside, rappelant le chœur des églises chrétiennes, qui se sont largement inspirées de l'architecture romaine. Ce second mausolée était collectif. Il contenait les cendres de la familiae, en latin le terme pour désigner l'ensemble des personnes vivants dans un même lieu, les membres de la famille et les esclaves. Toutes les cendres étaient regroupées dans un coffre funéraire en granite taillé, représentant une scène de chasse au sanglier. La pratique de cette chasse étant, à cette époque, réservée à l'élite de l'Empire romain, ce coffre constitue un autre indice de la notoriété que pouvait avoir le propriétaire au sein de l'Empire.

Le coffre est visible aujourd'hui dans la chapelle Saint-Léonard de Barsanges (commune de Pérols-sur-Vézère), à quelques kilomètres du site des Cars. Il est constitué d'une cuve octogonale au pourtour décoré de bas-reliefs ; à l'intérieur, le fond sphérique est mouluré et percé d'un trou. Le décor a été modifié par la suite avec l'ajout d'un appareil sexuel hypertrophié au chasseur et d'un serpent. Le coffre a été réemployé dans la chapelle comme fonts baptismaux (d'où le fond arrondi et le trou), puis relégué sur le parvis à cause de sa représentation ithyphallique, puis remis dans la chapelle en 2002.

Ruines des deux monuments funéraires
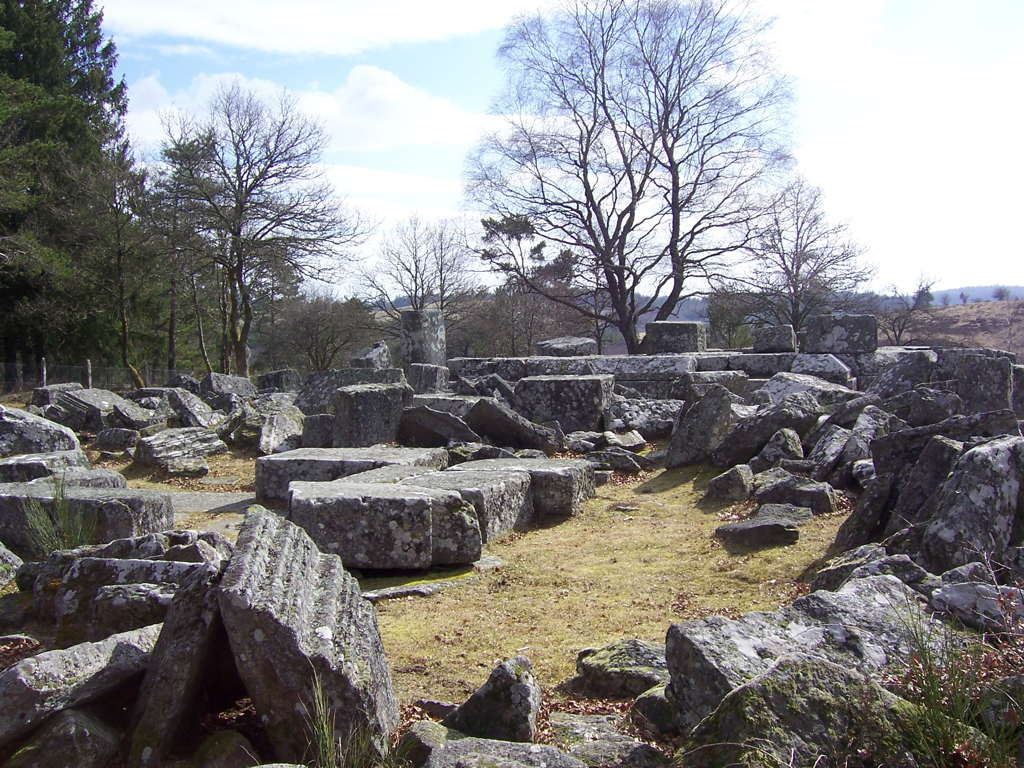
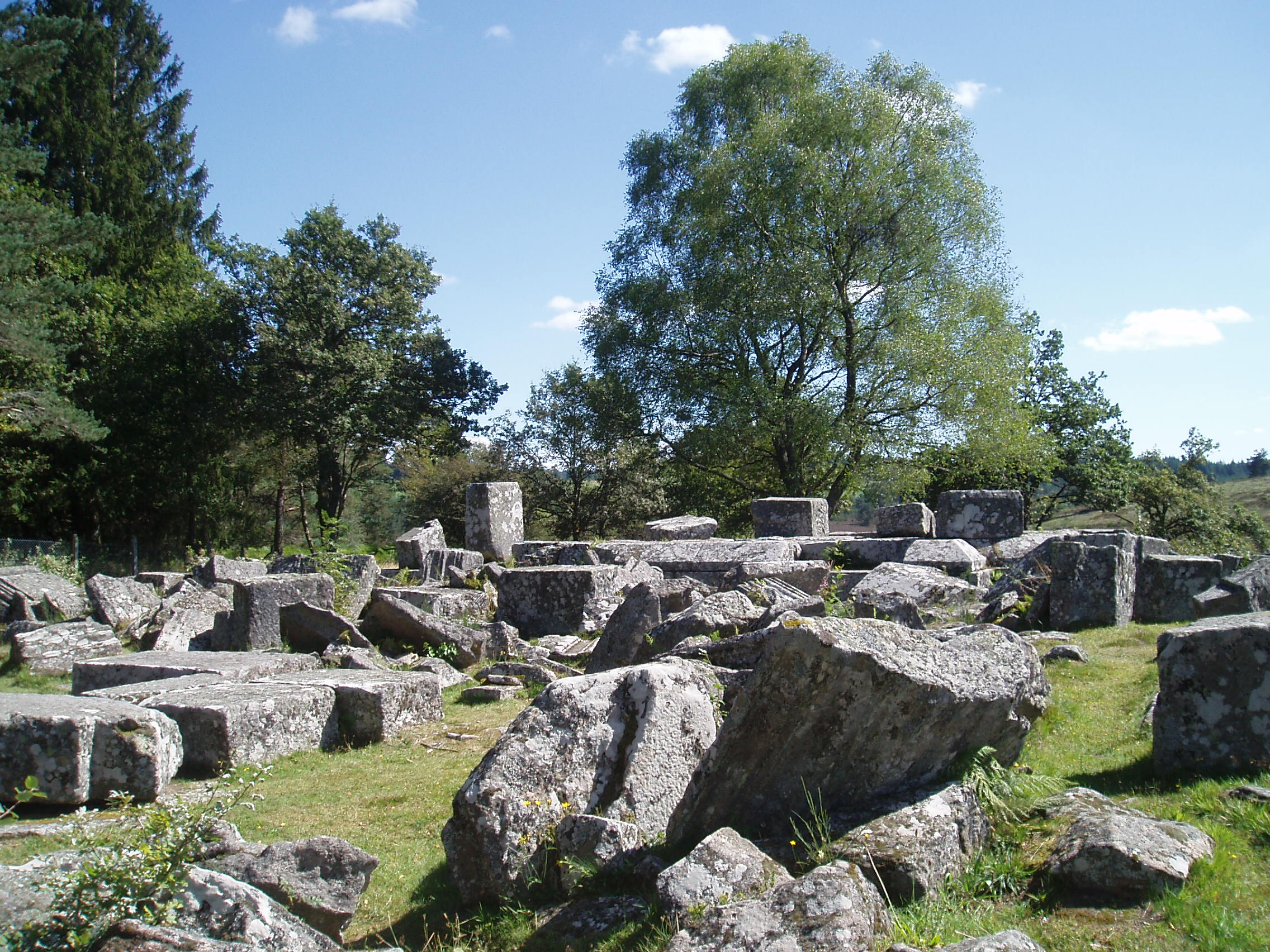
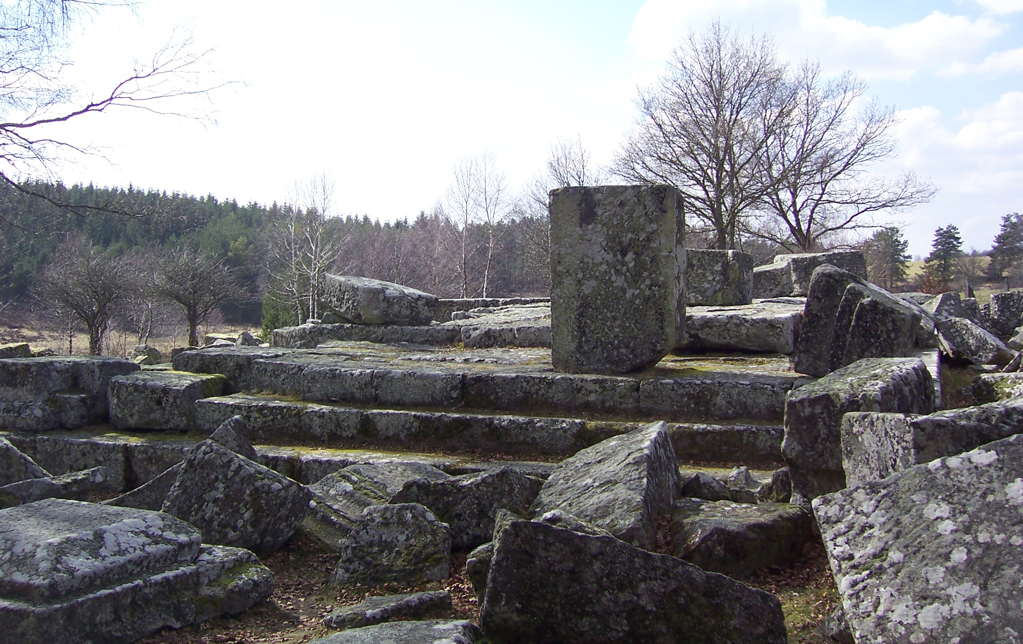

#### Villa d'habitation

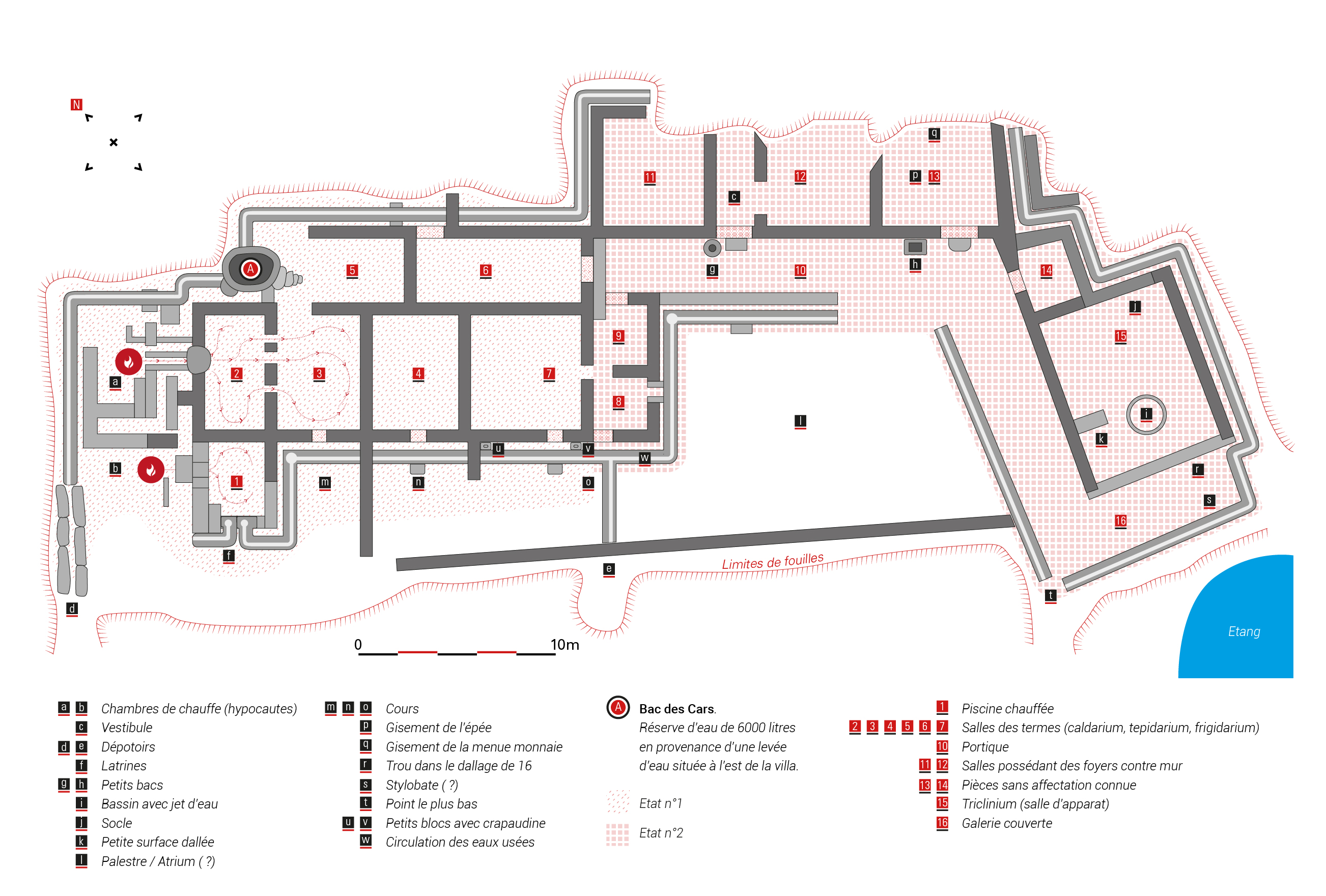
Plan de la villa des Cars, d'après le schéma de Marius Vazeilles.

Les vestiges situés près du ruisseau sont ceux d'une somptueuse villa dotée de l'eau courante et de chauffage et décorée de mosaïques et d'enduits peints. La partie de la villa située au sud-est est plus récente que la partie située au nord-ouest. À la fin du IIe siècle ou au début du IIIe siècle, sans doute à la suite d'un incendie, le bâtiment a été reconstruit et agrandi.

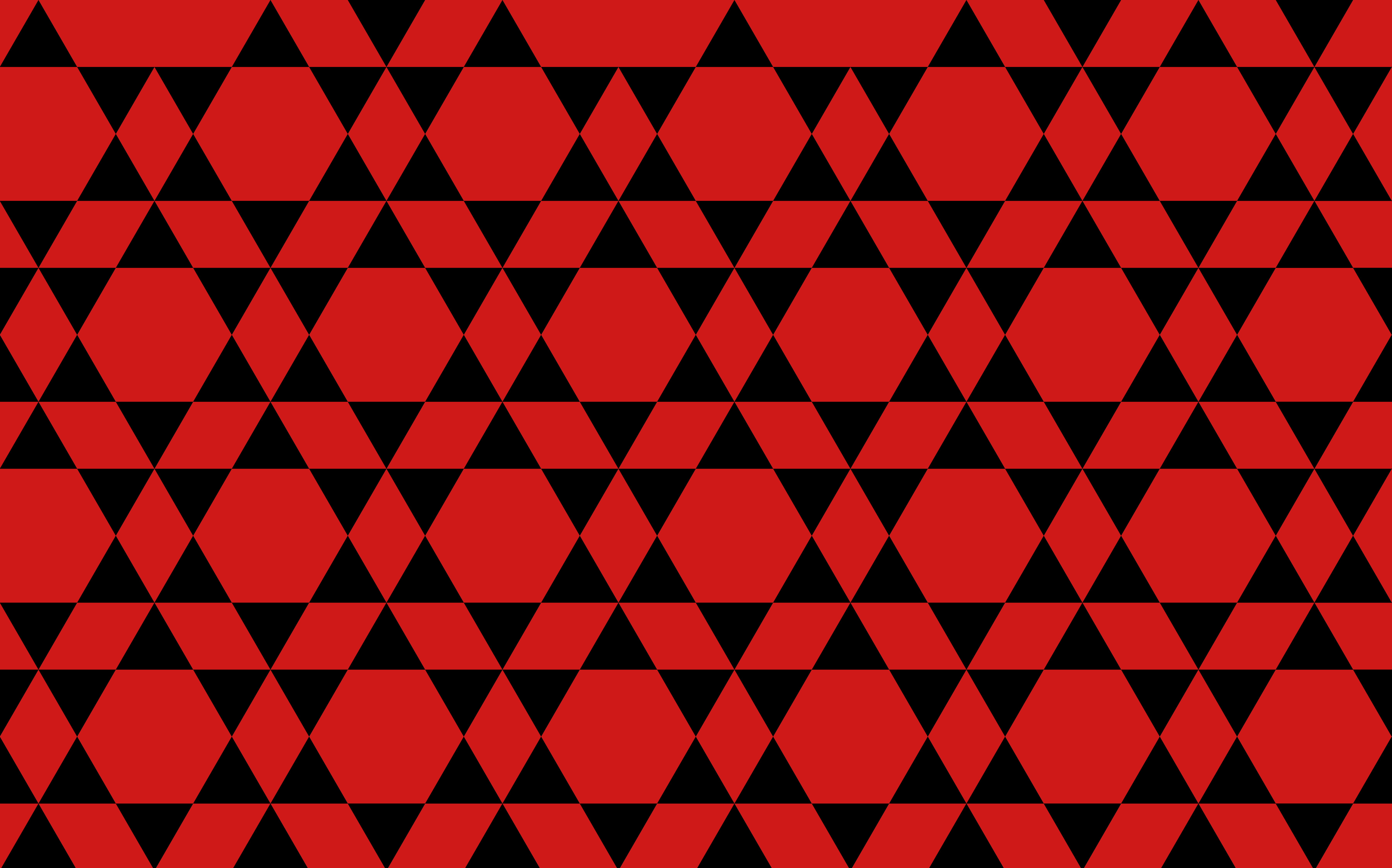
Motif de la mosaïque de la salle 15, d'après le schéma de Marius Vazeilles.

Les murs sont en moellons irréguliers parfois disposés en arête-de-poisson, montrant l'évolution rapide des techniques de construction. La cour intérieure est fermée par une galerie couverte qui dessert les pièces d'habitation.
Dès l'origine la villa disposait déjà d'une réserve d'eau contenue dans une cuve (dite le « bac des Cars ») creusée dans un énorme bloc de granite monolithe de huit tonnes (taillé). Des canalisations en plomb acheminaient l'eau de la citerne vers l'habitation et servait à alimenter les thermes. Ces derniers étaient composés d'une piscine chauffée, d'un caldarium, d'un tepidarium et d'un frigidarium. Le tout était chauffé au moyen de l'hypocauste. Deux foyers sont encore visibles, en bordure de ces pièces,.
Deux cuisines sont reconnaissables aux vestiges de fours en pierre présents à l'intérieur. Dans la cuisine la plus à l'ouest fut retrouvée une hache mérovingienne marquant le fait que la villa fut probablement ré-investie aux alentours du Xe siècle. Cette hache est aujourd'hui visible au musée Vazeilles, à Meymac.
La pièce la plus à l'est est la pièce d'apparat. Elle se distingue par sa taille et par la richesse de sa décoration. Les murs de cette pièce ne sont pas parallèles aux autres murs de la villa pour permettre aux hôtes de profiter de la vue donnant sur l'étang artificiel depuis la terrasse. À l'intérieur, les vestiges d'une fontaine circulaire en granite sont encore visibles. Une grande mosaïque, absente aujourd'hui, constituée d'ardoise grise de Brive et de grès rouge de Collonges, était disposée sur le sol. Des fragments de vitres en verre furent retrouvées lors des fouilles.

Ruine de la villa (au fond, au centre, le « bac »)
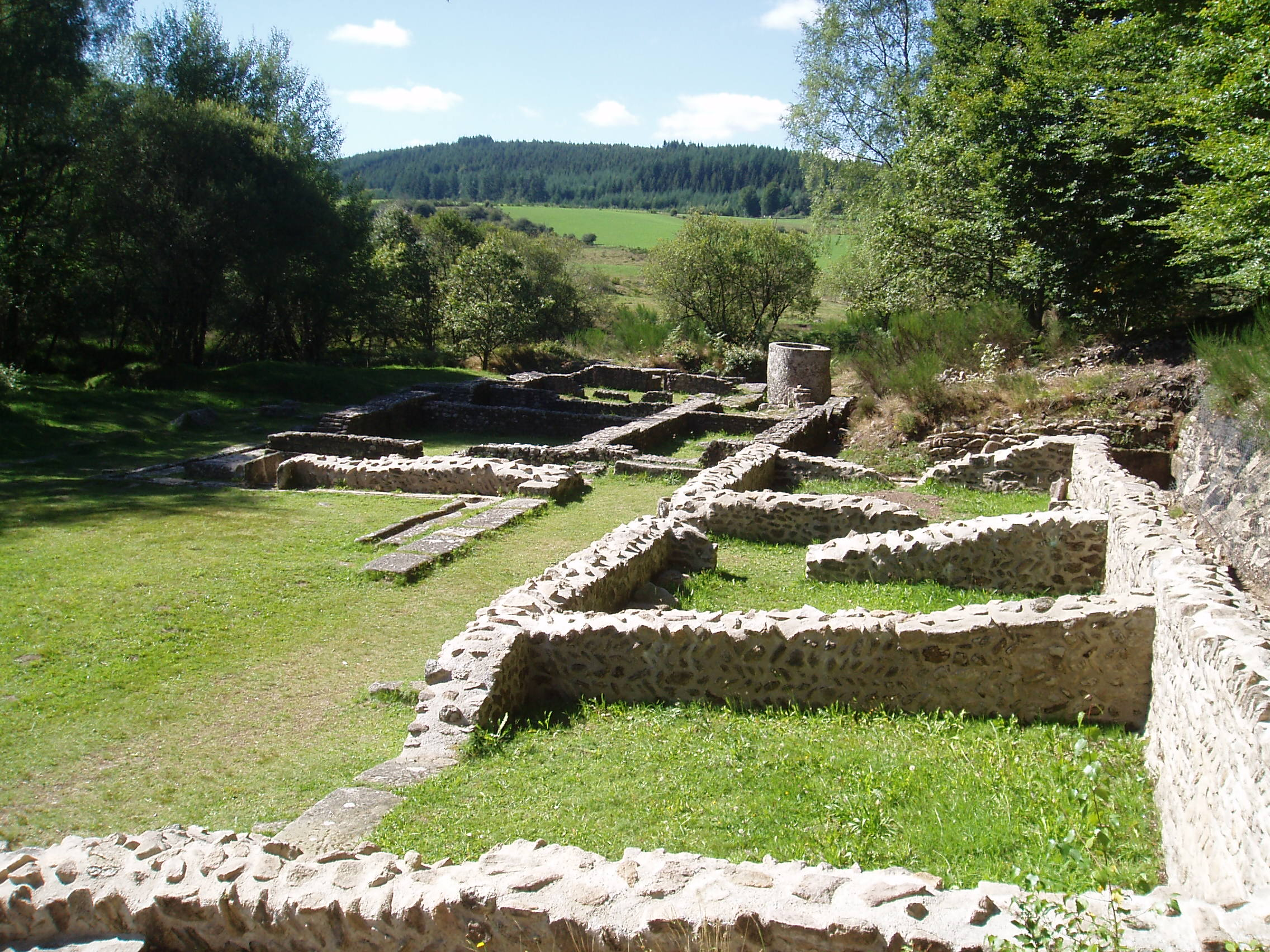
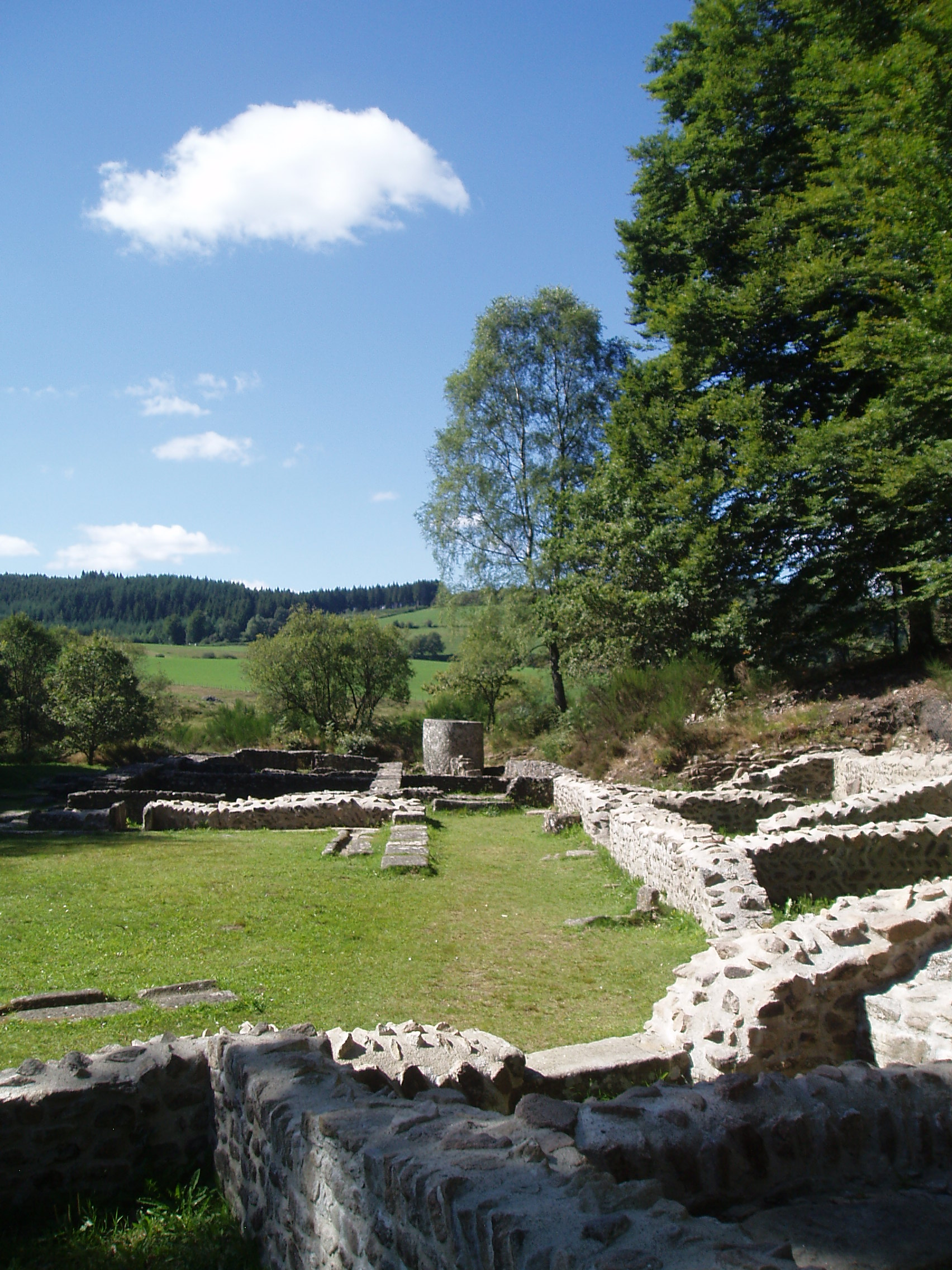

#### Ancien étang
L'analyse des pollens de l'ancien étang de la villa gallo-romaine des Cars apporte les informations suivantes : le terroir a été mis en culture depuis le second âge du fer (IVe – IIIe siècle av. J.-C.), bien avant que la villa gallo-romaine et l'étang ne soient créés ; l'étang gallo-romain pourrait avoir été formé dans le courant du IIe siècle apr. J.-C. ; parmi les cultures pratiquées sur ce terroir, on note que le seigle (Secale) est cultivé, ainsi que le sarrasin (Fagopyrum) ; on observe, à la fin du IIe siècle apr. J.-C., que l'étang cesse de fonctionner, par rupture de la digue, accidentelle, ou volontaire ; au même moment, on note que le site des Cars est abandonné.
Dans la période où l'exploitation du terroir des Cars est maximale, les environs des Cars sont dénués de toutes zones forestières, l'extension des terres arables est à son maximum, une véritable polyculture céréalière (seigle, sarrasin) est en place, la mise en valeur pastorale du territoire est très forte avec une prééminence des landes comme milieux de pâtures.